# Allertal zwischen Gifhorn (B 4) und Flettmar (Kreisgrenze)
Das Allertal zwischen Gifhorn (B 4) und Flettmar (Kreisgrenze) ist ein Naturschutzgebiet in der niedersächsischen Gemeinde Müden (Aller) in der Samtgemeinde Meinersen und der Stadt Gifhorn im Landkreis Gifhorn.

## Allgemeines
Das Naturschutzgebiet mit dem Kennzeichen NSG BR 145 ist etwa 1.167 Hektar groß. Es ist vollständig Bestandteil des 18.030 Hektar großen FFH-Gebietes „Aller (mit Barnbruch), untere Leine, untere Oker“. Bei Gifhorn grenzt das Naturschutzgebiet direkt an die Naturschutzgebiete „Fahle Heide, Gifhorner Heide“ und „Allertal im städtischen Bereich von Gifhorn“, bei Münden außerdem an das Naturschutzgebiet „Okeraue zwischen Meinersen und Müden (Aller)“. Das Gebiet steht seit dem 1. Februar 2014 unter Naturschutz. Zuständige untere Naturschutzbehörde ist der Landkreis Gifhorn.

## Beschreibung
Das Naturschutzgebiet liegt westlich von Gifhorn. Es umfasst das Allertal von der B 4 im Westen von Gifhorn bis zur rund 15 Kilometer nordwestlich gelegenen Kreisgrenze der Landkreise Gifhorn und Celle bei Flettmar. Weiterhin sind die nördlich des Flusses gelegenen spät- bis nacheiszeitlichen Dünenfelder des Aller-Urstromtals in das Naturschutzgebiet einbezogen.
Die Aller fließt im Bereich des Naturschutzgebietes aufgrund des geringen Gefälles als träge fließender Fluss, der bereits im 19. Jahrhundert weitgehend begradigt und in den 1960er Jahren weiter ausgebaut wurde. Die heute verbliebenen Altarme im Allertal stammen aus dem Ausbau in den 1960er Jahren. Das Allertal wird überwiegend von Grünland mit einzelnen Gehölzen bzw. Gehölzgruppen als Reste einer Hartholzaue mit typischen Pflanzenarten wie Schwarzerle, Esche, Silberweide, Stieleiche, Flatterulme, Traubenkirsche, Hasel, Schlehdorn, Rasenschmiele, Rohrglanzgras, Hopfen, Efeu, Scharbockskraut, Riesenschwingel und Rohrglanzgras geprägt. Die weitgehend unverbauten Ufer des Flusses werden vielfach von feuchten Hochstaudenfluren eingenommen. Hier sind u. a. Gelbe Wiesenraute, Echtes Mädesüß, Echte Engelwurz, Wasserdost, Gewöhnlicher Gilbweiderich, Sumpf-Ziest, Blutweiderich, Zottiges Weidenröschen und Gewöhnlicher Baldrian zu finden. Streckenweise wird der Flusslauf von Gehölzen begleitet. Die Grünländereien werden teilweise intensiv genutzt. Daneben sind nährstoffreiche Nasswiesen und Flutrasen bis hin zu magerem, mesophilem Grünland zu finden. Trockene Standorte werden vereinzelt auch ackerbaulich genutzt.
Vielfach sind Talrandgräben zu finden, die zur Entwässerung der Talaue nach Hochwasser angelegt wurden. An den Talrändern befinden sich vielfach Dünen mit Kiefernforsten, trockenen Sandheiden mit Besenheide und Ginster, Sandmagerrasen und Eichenmischwäldern. In die Dünenbereiche sind Vermoorungen mit Schwingrasen und Schlenken sowie von Birken und Kiefern geprägter Moorwald mit Alt- und Totholzanteilen eingebettet. Die vermoorten Bereiche sind wertvolle Flächen für Amphibien und Libellen.
Die Altarme der Aller stellen naturnahe Stillgewässer mit gut entwickelter Wasser- und Verlandungsvegetation mit Laichkraut- und Froschbissgesellschaften dar. Die Aller mit ihrer vielfältigen Sedimentstruktur (Wechsel zwischen feinsandigen, kiesigen und grobsteinigen Bereichen) und das Allertal sind Lebensraum für Fledermäuse, Libellen, darunter Gebänderte Prachtlibelle, Gewöhnliche Keiljungfer, Grüne Flussjungfer und Blauflügel-Prachtlibelle, Fischotter, Biber und verschiedene Fischarten, darunter Steinbeißer, Schlammpeitzger, Bitterling und Lachs, der die Aller als Wanderkorridor nutzt. In besonnten Bereichen der Aller ist flutende Wasservegetation mit Laichkräutern zu finden. Der durch Begradigung und Ausbau stark veränderte Fluss muss im Bereich des Naturschutzgebietes allerdings noch zum FFH-Lebensraumtyp 3260 („Fließgewässer mit flutender Wasservegetation“) entwickelt werden.
Der westlich von Gifhorn in einem Dünengebiet liegende „Heidesee“ ist als dystrophes Stillgewässer einziges Biotop dieser Art im Naturschutzgebiet. Der See ist von Flachwasserzonen gekennzeichnet und verfügt über Unterwasser-, Schwingrasen- und Ufervegetation.